# 玛拉沁夫
玛拉沁夫（1930年8月8日—），男，蒙古族，熱河省卓索图盟土默特左旗（现辽宁省阜新蒙古族自治县）人，中国当代作家。2017年获中国电影金鸡奖终身成就奖。